# Modernizacja (technika)
Modernizacja – unowocześnienie, uwspółcześnienie produktu, trwałe ulepszenie, np. istniejącego obiektu budowlanego prowadzące do zwiększenia jego wartości użytkowej.

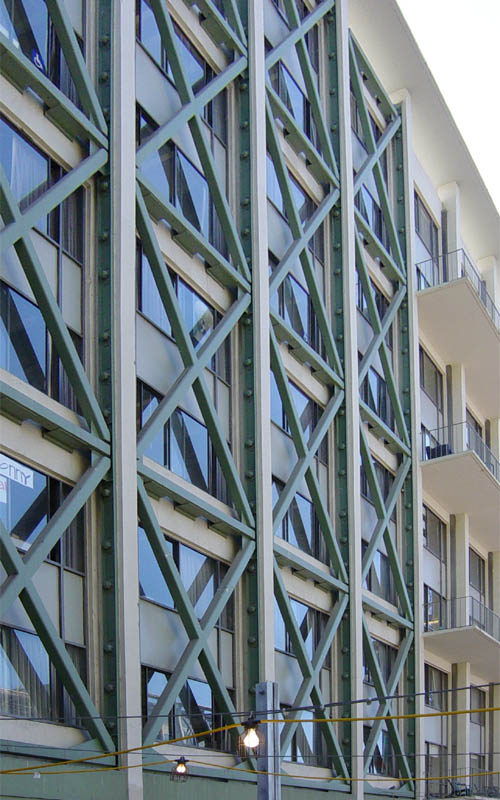
Modernizacja budynku kalifornijskiego

Obejmuje prace związane z podnoszeniem walorów estetycznych i użytkowych budynku lub innego produktu. W ramach modernizacji może zostać wzbogacona architektura budynków, projektowanych niegdyś według uniwersalnego wzorca, prowadząc do nadania budynkowi wyrazu odpowiadającemu panującym aktualnie modom i gustom.
Modernizacja oznacza unowocześnienie środków trwałych, zmierzające wyraźnie do zwiększenia wartości użytkowej (np. realizacja w budynku robót polegających na wykonaniu instalacji wodnej, kanalizacyjnej, centralnego ogrzewania, ciepłej wody, gazu przewodowego lub jednego elementu w budynku, w którym tych instalacji przed modernizacją nie było).
Według ustawy z dnia 21 grudnia 2000 r. o dozorze technicznym należy przez to rozumieć zespół czynności niebędących wytworzeniem nowego urządzenia technicznego, zmieniających cechy urządzenia technicznego, w szczególności jego:
- konstrukcję lub zastosowane w nim materiały, lub
- parametry techniczne, lub
- automatykę zabezpieczającą lub jej podzespoły,

bez istotnych zmian jego charakterystyki lub przeznaczenia i niepowodujących wzrostu zagrożenia związanego z jego eksploatacją.